# Notre-Dame des Neiges (L’Alpe d’Huez)

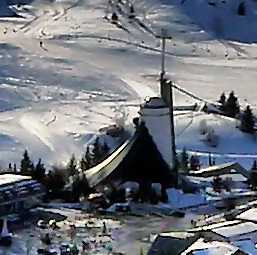
Notre-Dame des Neiges

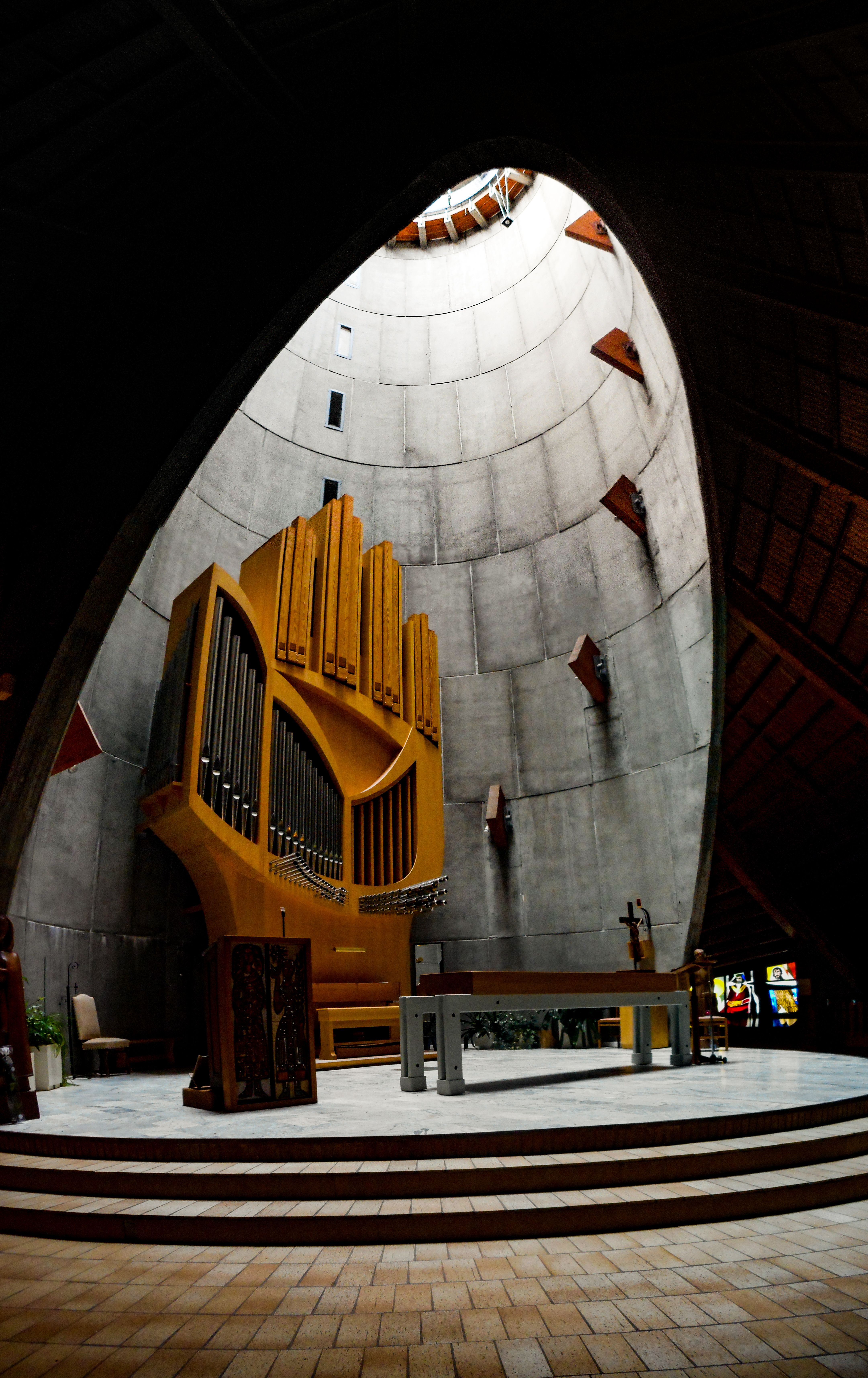
Altarinsel, Orgel

Die Église Notre-Dame des Neiges (deutsch: Maria-Schnee-Kirche) von L’Alpe d’Huez ist eine moderne Kirche in Frankreich, die im Dezember 1969 eingeweiht wurde. Sie ist der Maria Schnee geweiht und untersteht dem Bistum Grenoble-Vienne.

## Geschichte
Die moderne Kirche ersetzte eine hölzerne Dorfkapelle anlässlich der Olympischen Winterspiele 1968. Jean Le Boucher, der im Zweiten Weltkrieg in den Alpen kämpfte, hatte am 14. August 1944 gelobt, im Fall seiner Rettung eine Kirche zu Ehren Marias zu bauen. Der seinerzeitige Priester der Gemeinde, der Niederländer Jaap Reuten, stand hinter dem Projekt, zu dessen Finanzierung drei Vereinigungen gegründet wurden. Jean Marol wurde als Architekt beauftragt. Mit einfachen Materialien – Beton, Holz, Glas, Kupfer – schuf er ein expressives Gebäude.

## Bauwerk
Die Kirche ist einem Zelt nachempfunden, Abrahams Zelt in der Wüste symbolisierend. Eingang und Narthex sind dunkel, aber ein zentraler Lichtschacht erleuchtet die Mitte mit der Altarinsel, die von der Gemeinde wie ein Lagerfeuer umringt wird.
Dreizehn Glasbilder von Arcabas zieren die Fenster. Unter der Kirche befindet sich die St.-Nikolaus-Krypta.

## Orgel
Hinter dem Altar im Blick der Gemeinde steht die von Detlef Kleuker 1978 nach den Vorgaben von Jean Guillou erbaute Orgel. Sie hat die Form einer offenen Hand nach dem Entwurf von Jean Marol.
| I Grand-Orgue C–c4   |     |
| Montre               | 8′  |
| Flûte des neiges     | 8′  |
| Prestant             | 4′  |
| Doublette            | 2′  |
| Mixture V            |     |
| Cornet II–V          |     |
| Ranquette            | 16′ |
| Trompette en chamade | 8′  |
| Cromorne             | 8′  |

| II Récit C–c4       |       |
| Flûte harmonique    | 8′    |
| Flûte octaviante    | 4′    |
| Sesquialtera II     |       |
| Larigot             | 1 ⁄3′ |
| Piccolo harmonique  | 1′    |
| Plein Jeu V         | 1′    |
| Bombarde            | 16′   |
| Trompette           | 8′    |
| Hautbois en chamade | 8′    |

| Pedal C–g1    |     |
| Flûte ouverte | 16′ |
| Gemshorn      | 8′  |
| Flûte creuse  | 4′  |
| Bombarde      | 16′ |
| Chalumeau     | 4′  |

Koppeln: Grand-Orgue/Ped., Récit/Ped., Récit/Grand-Orgue